# Kawakawa
Kawakawa ist ein Ort im Far North District der Region Northland auf der Nordinsel von Neuseeland.

## Namensherkunft
Kawakawa ist der Name eines Strauches, der in der Gegend wächst.

## Geographie
Kawakawa befindet sich rund 45 km nordnordwestlich von Whangārei an den Zusammenflüssen des Waiōmio Streams und des Waiharakeke Streams in den Kawakawa River, der nördlich des Ortes nach Osten fließt. Benachbarte Orte sind Moerewa, rund 5 km westlich und Ōpua, rund 9 km nordöstlich, am Waikare Inlett befindlich.

## Geschichte
Ursprünglich war Kawakawa ein Ort an dem zu Beginn des 19. Jahrhunderts Flachs verarbeitet wurde. Als dann 1861 in der Gegend um Kawakawa Kohle gefunden wurde und einen Boom auslöste, entwickelte sich der Ort zu einem Dienstleistungszentrum für die Kohleregion. Der Abtransport der Kohle geschah per Schiff über Ōpua. Heute sind die Kohlevorkommen erschöpft, sodass in der Region Kohle als Einkommensquelle keine Rolle mehr spielt.
1868 wurde mit dem Bau der Bahnstrecke begonnen, mit der die Kohle zum Verschiffungsort Ōpua transportiert werden sollte. 1884 wurde die Strecke fertig gestellt. 1899 zerstörte ein Feuer den Ort fast vollständig. Zu dieser Zeit lebten rund 1000 Menschen in Kawakawa. Beim Wiederaufbau des Ortes wurden die neuen Gebäude längsseits der bestehenden Bahnlinie errichtet, womit die noch heute bestehende Struktur des Ortes, mit den Gleisen in der Mitte der Hauptstraße, festgelegt wurde. Nach einer Überflutung der Bergwerke wurden zu Anfang des 20. Jahrhunderts die Minen aufgegeben, doch Einheimische nutzten sie noch bis in die 1920er Jahre. Danach wurden sie für immer verschlossen.
Der Ort war bis zur Verwaltungsneuordnung des Landes 1969 Sitz der Verwaltung des Bay of Islands County.

## Bevölkerung
Zum Zensus des Jahres 2013 zählte der Ort 1218 Einwohner, 9,8 % weniger als zur Volkszählung im Jahr 2006.

## Wirtschaft
Der Ort und sein Umland lebt heute von der Farmwirtschaft und verschiedenen Steinbrüchen.

## Infrastruktur

### Straßenverkehr
Durch Kawakawa führt der New Zealand State Highway 1, der den Ort mit Whangārei im Süden und Kaitaia im Nordwesten verbindet. Im Ortszentrum zweigt der New Zealand State Highway 11 nach Norden ab und bindet die beiden Orte Ōpua und Paihia an.

### Schienenverkehr
Die 14 km lange Eisenbahnlinie, die Kawakawa mit Ōpua verbinden sollte, wurde 1868 in Teilabschnitten errichtet und 1884 bis Ōpua fertiggestellt. Sie ist damit die älteste Eisenbahnlinie Neuseelands. Nachdem die Linie nicht mehr zum Transport von Kohle genutzt werden konnte, bildete sich in den späten 1980er Jahren der Bay of Islands Vintage Railway Trust, um die Strecke als Museumsbahnlinie wiederzubeleben. 11,5 km der ursprünglichen Strecke wurden restauriert. Die Museumszüge, die heute jeden Freitag, Samstag und Sonntag und in den Schulferien sowie Feiertagen jeden Tag verkehren, passieren dabei 14 Brücken und einen 80 m langen Tunnel.

### Bildungswesen
Kawakawa besitzt eine Grundschule für die Klassen 1 bis 8, die Kawakawa Primary School und ein College. Die Grundschule hat bei 228 Schülern im Jahr 2013 ein decile rating von 2, was auf eine schwache Sozialstruktur der Gegend schließen lässt. Das Bay of Islands College ist eine weiterführende Schule für die Klassen 9 bis 15 mit 371 Schülern im Jahr 2014 und gleichfalls einem decile rating von 2. Das College nimmt Schüler aus dem Gebiet der Bay of Islands und der zentralen Region Northland auf. 85 % der Schüler kommen täglich mit dem Bus zur Schule.

## Sehenswürdigkeiten
- Die Hundertwassertoilette, eine öffentliche Toilette in der Hauptstraße des Ortes, wurde von Friedensreich Hundertwasser gestaltet.
- Bay of Islands Vintage Railway
- Glühwürmchen-Höhlen im nahegelegenen Waiomio.

## Persönlichkeiten
- Friedensreich Hundertwasser (1928–2000), österreichischer Künstler, lebte von 1973 an bis zu seinem Tode in Kawakawa
- Sid Going (1943–2024), Rugby-Union-Spieler
- Kelvin Davis (* 1967), Lehrer, Schulleiter und Politiker
- Tammy Jenkins (* 1971), Badmintonspielerin
- Samantha McIntosh (* 1975), Springreiterin, geboren in Kawakawa
- Portia Woodman-Wickliffe (* 1991), Rugbyspielerin

## Fotogalerie

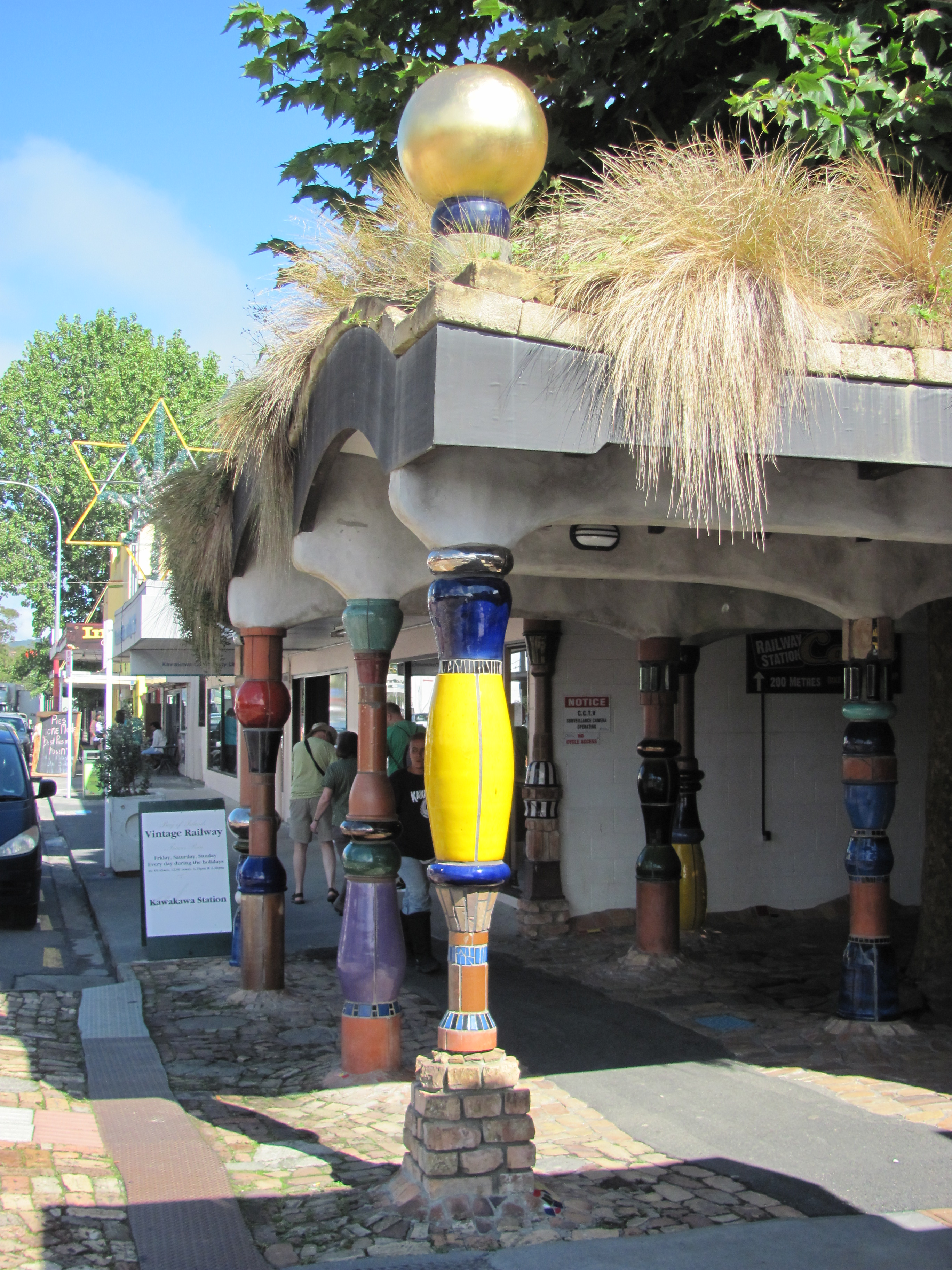
Hundertwasser-Toilette
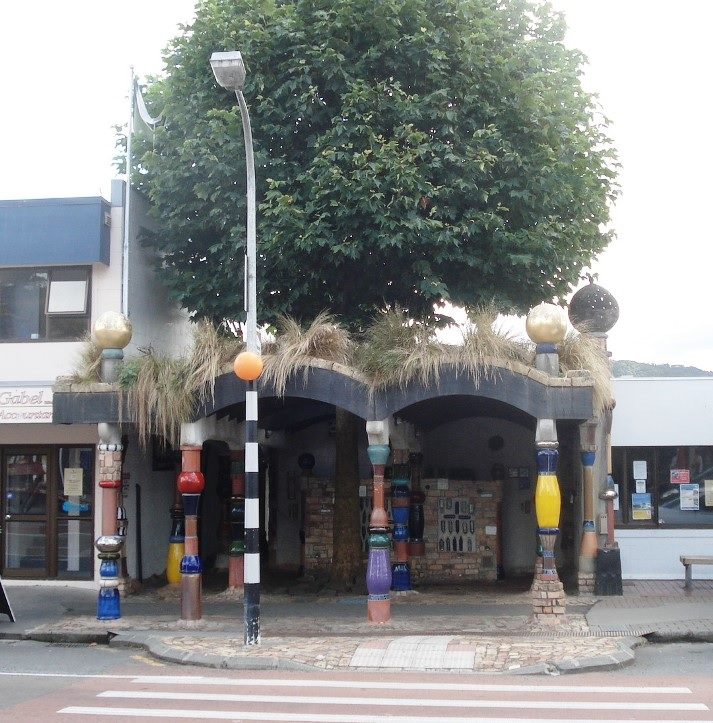
Hundertwasser-Toilette
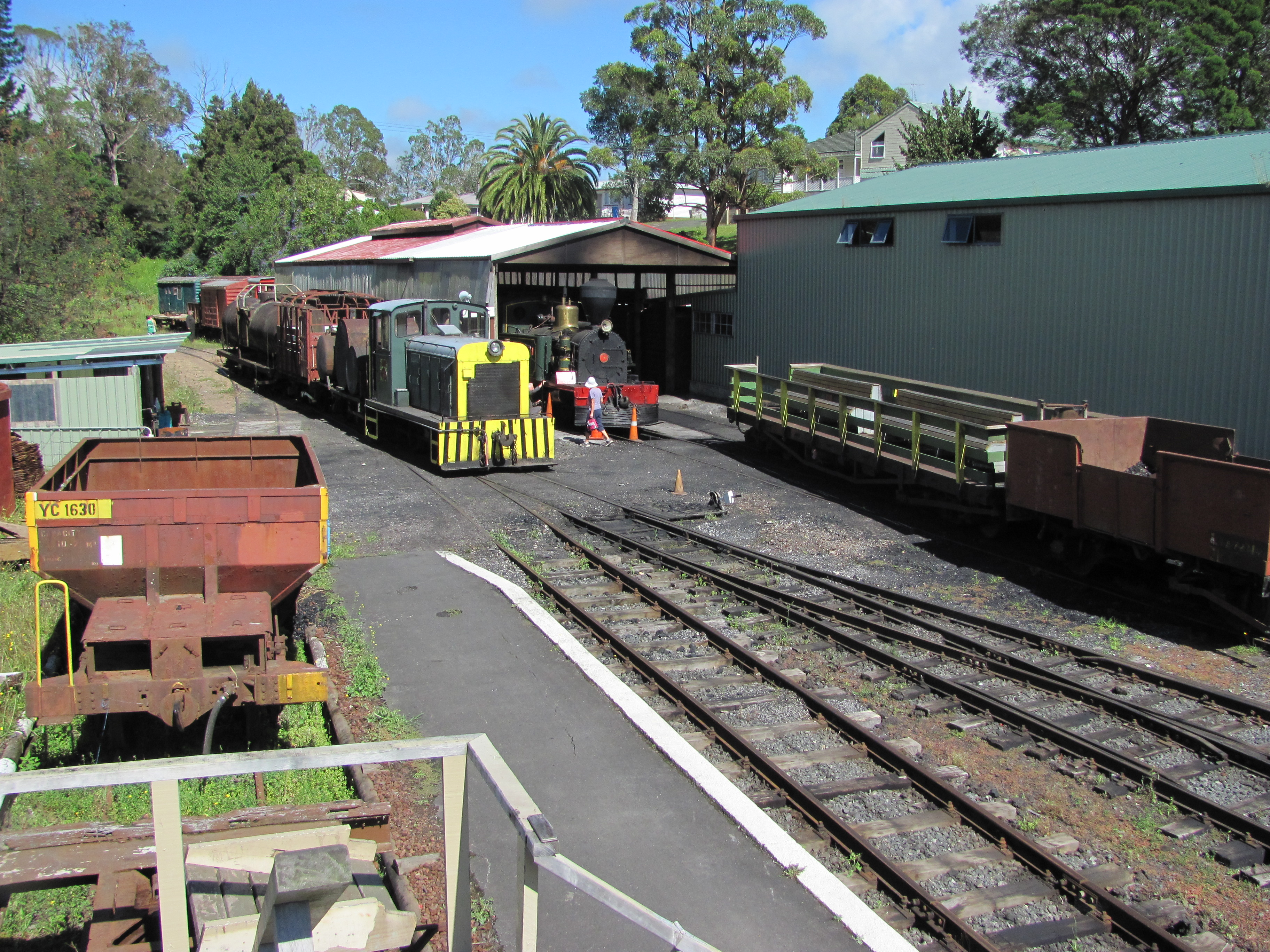
Bay of Islands Vintage Railway
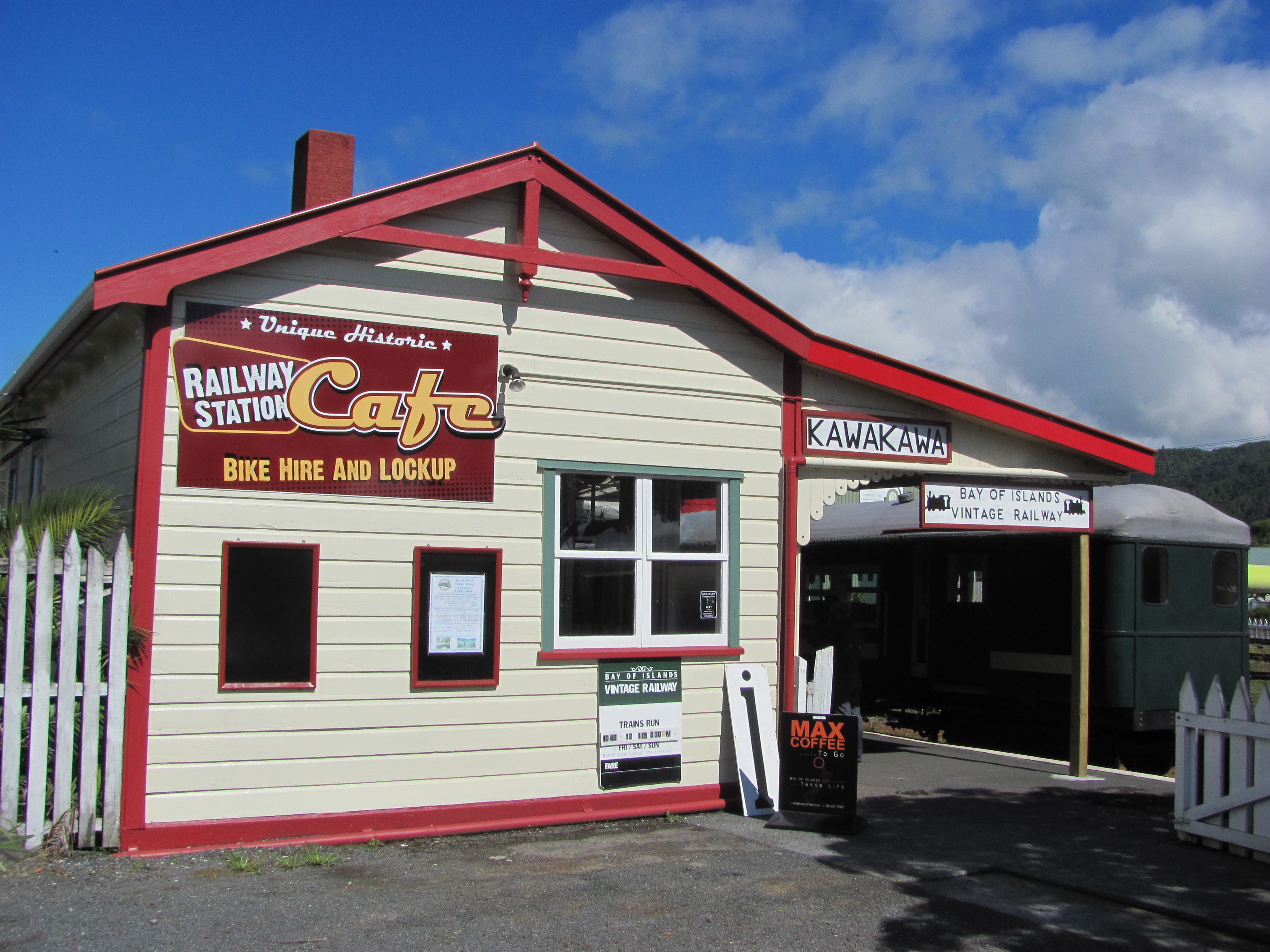
Bahnhof von Kawakawa